# Pijlwormen
De pijlwormen (Chaetognatha) vormen een stam van kleine ongewervelde mariene dieren. De stam telt iets meer dan 125 soorten, die tussen 2 en 120 millimeter lang worden. Ongeveer 20% van hen komen voor in de bentische zone van de oceaan. Ze vormen wereldwijd vaak de tweede belangrijkste groep van het plankton en voeden zich voornamelijk met kleine diatomeeën of ander plankton. Pijlwormen zijn carnivoor. Sommige soorten staan erom bekend het neurotoxine tetrodotoxine te gebruiken om hun prooi te verlammen.

## Beschrijving

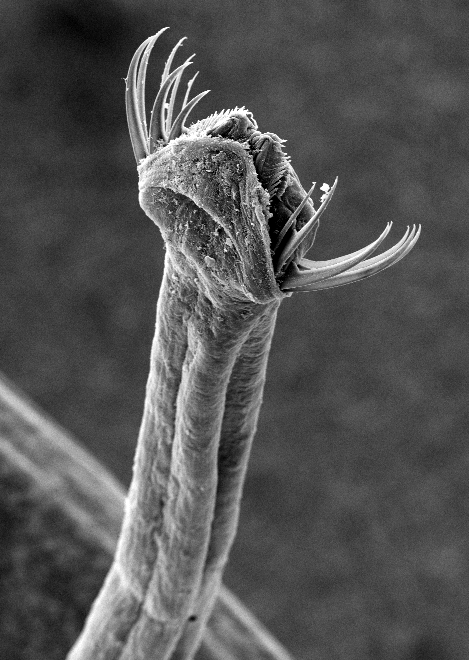
Detailopname van de haakvormige stekels rondom de mond van een pijlworm.

De soorten zijn langwerpig (torpedovormig), meestal doorzichtig en bedekt met een cuticula. Sommige soorten die voorkomen in de diepzee zijn oranje gekleurd. Het lichaam is opgebouwd uit 3 segmenten: een kop, een lijf en een staart. Aan de zijkanten van de kop bevinden zich enkele haakvormige stekels, die de mond omsluiten en dienstdoen als grijporgaan voor prooien.
Het lijf draagt één of twee paren zijdelingse vinnen, waarvan de structuur ruwweg vergeleken kan worden met de vinstralen bij vissen. In tegenstelling tot die van gewervelde dieren zijn ze samengesteld uit een verdikt membraan dat uit de opperhuid steekt. Deze vinnen zijn niet homoloog aan vissenvinnen, want ze zijn ontstaan via een andere evolutionaire ontwikkeling. Aan het einde van het lichaam bevindt zich een staartvin. Twee soorten, te weten Caecosagitta macrocephala en Eukrohnia fowleri, bezitten bioluminescente organen in hun vinnen.
De pijlwormen zwemmen voort door regelmatige dorso-ventrale bewegingen, waarbij de staartvin assisteert bij de voortstuwing en de lichaamsvinnen voor stabilisatie en sturing zorgen.

## Taxonomie
De stam van de pijlwormen wordt hier verdeeld in twee klassen de Archisagittoidea en de Sagittoidea. Over deze indeling is geen overeenstemming. De klasse Archisagittoidea bestaat feitelijk uit maar één fossiele soort (Amiskwia sagittiformis) uit het midden Cambrium. De plaatsing van dit organisme binnen de stam van de pijlwormen staat ter discussie.
Overzicht:
- Klasse Archisagittoidea (één fossiele soort: Amiskwia sagittiformis)
- Klasse Sagittoidea (2 ordes, 9 families, waaronder de Sagittidae)